# Io più te fa noi
Io più te fa noi (Dicţionar Român – Italian in romeno) è un brano musicale del 2008, scritto e composto da Miruna Oprea e Ioachim Octavian Petre ed italianizzato da Alberto Pellai, è stato presentato al 51º Zecchino d'Oro nell'interpretazione di Ștefan Cristian Atîrgovițoae (7 anni di Iași).
Il brano è stato segnalato dall'Antoniano di Bologna come il più rappresentativo all'attribuzione del riconoscimento di Patrimoni per una cultura di pace assegnato dall'UNESCO.

## Curiosità
- Miruna Oprea, una delle autrici in lingua originale del brano, aveva già partecipato al 45° Zecchino d'Oro, come interprete di I Nonni son felici.
- Nella quarta giornata, il brano è stato eseguito in duetto insieme a Mal.
- Stefan, l'interprete originale del brano, ha partecipato alla 5° edizione di Ti lascio la mia canzone, condotto da Antonella Clerici è ha inoltre vinto la trasmissione.
- Dal brano è stato tratto un corto animato che fa parte de I cartoni dello Zecchino d'Oro